# Марьино (Масловское сельское поселение)
Марьино — деревня в Вяземском районе Смоленской области России. Входит в состав Масловского сельского поселения. Население — 8 жителей (2007). 
Расположена в восточной части области в 20 км к северо-западу от Вязьмы, в 15 км западнее автодороги Р134 «Старая Смоленская дорога» Смоленск — Дорогобуж — Вязьма — Зубцов. В 21 км восточнее деревни расположена железнодорожная станция Меркучево на линии Вязьма — Ржев. 

## История
В годы Великой Отечественной войны деревня была оккупирована гитлеровскими войсками в октябре 1941 года, освобождена в марте 1943 года. 